# Oksana Neupokoeva
Oksana Ivanovna Neupokoeva (en russe : Оксана Ивановна Неупокоева), née le 14 janvier 1976, est une biathlète russe.

## Carrière
Elle a fait ses débuts en Coupe du monde en 2007, puis a remporté aux Championnats du monde 2008 une médaille de bronze lors du relais mixte. Deux semaines plus tard, elle obtient ses seuls résultats dans les dix premiers (huitième et sixième) lors de la manche de Coupe du monde de Pyeongchang.

## Palmarès

### Championnats du monde
| Épreuve / Édition | Individuel | Sprint | Poursuite | Départ en masse | Relais | Relais mixte       |
| 2008 Östersund    | 44e        |        |           |                 |        | Médaille de bronze |

### Coupe du monde
- Meilleur classement général : 35e en 2009.
- Meilleur résultat individuel : 6e.
- 3 podiums en relais : 1 deuxième et 2 troisièmes places (comprenant le podium obtenu aux Championnats du monde).

#### Différents classements en Coupe du monde
| Année     | Classement général final | Sprint | Poursuite | Individuel | Mass start |
| 2007-2008 | 43e                      | 32e    | 39e       | -          | -          |
| 2008-2009 | 35e                      | 35e    | 30e       | 42e        | 42e        |

### Championnats du monde de biathlon d'été
- Médaille d'or du relais en 2001.
- Médaille d'argent du relais en 2003 et 2004.
- Médaille d'argent du sprint en 2004.
- Médaille d'argent du relais mixte en 2009.